# Cees Waardenburg
Cornelis (Cees) Waardenburg (Schipluiden, 12 september 1920 – Dunsfold, 30 augustus 1944) was Engelandvaarder en oorlogsvlieger. 
Waardenburg groeide op in Schipluiden als oudste kind.

## De oorlogsjaren
Na de capitulatie van Nederland maakte hij samen met enkele anderen plannen om naar Engeland te gaan. In mei 1941 probeerden zij met schipper Sietse Pieter Rienksma uit Schipluiden naar Engeland te ontsnappen. Rienksma bezat de "Nooit Volmaakt", een Westlander waarmee hij grint en zand vervoerde. De tocht voorliep voorspoedig, totdat de "Nooit Volmaakt" vastliep op de Roggenplaat in verboden gebied. Waardenburg en Rienksma verzonnen een verhaal hoe het schip daar was beland. De Duitsers slikten dit verhaal. Zij kwamen er af met een boete en inbeslagname van onder andere brandstof. In de nacht van 3 op 4 september 1941 slaagde een nieuwe poging wel en wisten ze met acht mensen Engeland te bereiken.
Waardenburg volgde in Engeland en in Canada een opleiding tot piloot bij de R.A.F.. Voor zijn activiteiten als piloot kreeg hij de Distinguished Flying Medal toegekend, die hem werd opgespeld door de Engelse koning George VI. 
Hij verongelukte in 1944 in Godalming, vlak bij de basis Dunsfold. Hij was toen 23 jaar oud.

## Onderscheidingen en ander eerbetoon
- Distinguished Flying Medal[2]
- Vliegerkruis[3]
- Bronzen Kruis[4]
- Zijn naam staat vermeld op de Erelijst van Gevallenen 1940-1945.[5]
- De Cees Waardenburgbrug in Midden-Delfland is naar hem vernoemd.[6]